# Marsilea mutica
Marsilea mutica là một loài dương xỉ trong họ Marsileaceae. Loài này được Mett. mô tả khoa học đầu tiên năm 1861.
Danh pháp khoa học của loài này chưa được làm sáng tỏ. 